# Franz Nachtmann
Franz Nachtmann (* 8. Dezember 1883 in München; † 1942 ebenda) war ein deutscher Bildhauer.

## Leben
Franz Nachtmann war der Sohn eines Möbelfabrikanten. Er nahm nach Studienreisen durch Deutschland, Österreich und Italien seine Tätigkeit als freier Bildhauer in München auf. 
Nachtmanns Werk umfasst vor allem Kleinplastiken, darunter Tänzerinnen mit dem Ausdruck von Bewegung im Jugendstil, die von verschiedenen Gießereien wie Adalbert Brandstetter (heute Kunstgiesserei München) sowie Manufakturen für Steingut angeboten wurden. Um 1920 war er auch für die Steinzeugfabrik Reinhold Merkelbach in Grenzhausen tätig. In den 1920er und 1930er Jahren erstellte er einige Krieger- und Grabdenkmäler.

## Werke (Auswahl)
- Schneckenfrau und Schneckenmann[3]
- Jungbulle[4]
- Tanzende Chinesin[5]
- Tanzender junger Faun beim Doppelaulos-Spiel[1]
- Vogelplastik[6]
- Tänzerin[7]
- Zentaur[8]
- Frauenakt im Lotussitz, in Art einer Buddha-Statue[9]